# Линия M2 (Будапештский метрополитен)
Линия M2 — одна из четырёх линий Будапештского метрополитена, одна из двух линий метросистемы, пересекающая Дунай и расположенная не только в Пеште, но и в Буде. Линия ориентирована в направлении запад-восток. Построена в 1970—1972 годах. На схемах обозначается красным цветом.

## Пересадки
| Линия | Со станции       | На станцию       |
| ----- | ---------------- | ---------------- |
|       | Деак Ференц тер  | Деак Ференц тер  |
|       | Деак Ференц тер  | Деак Ференц тер  |
|       | Келети пайаудвар | Келети пайаудвар |

## Описание
Длина линии — 10,3 км, на ней находятся 11 станций. Три станции находятся в Буде, на правом берегу Дуная: Дели пайаудвар, Селль Кальман тер и Баттьяни тер; прочие расположены в Пеште. Все станции на участке Дели пайаудвар — Келети пайаудвар подземные, станция Пушкаш Ференц Штадион мелкого заложения, а станции Пилланго утца и Эрш везер тере — наземные.
Переход на другие линии метро осуществляется на станции Деак Ференц тер. линия M4 имеет пересадку на линию 2 на станции Келети пайаудвар.
Линия 2 имеет большое транспортное значение, она связывает несколько ключевых транспортных узлов Будапешта, включая два из трёх основных железнодорожных вокзалов города: вокзал Дели (станция Дели пайаудвар) и вокзал Келети (станция Келети пайаудвар). Кроме того, на станциях Баттьяни тер и Эрш везер тере осуществляются пересадки на линии BHÉV, выделенных пригородных железнодорожных линий. У выходов со станций Селль Кальман тер, Деак Ференц тер и Эрш везер тере расположены крупные транспортные узлы наземного транспорта, а у станции Пушкаш Ференц Штадион — междугородный автовокзал.

## История
Строительство второй ветки будапештского метро стартовало в 1950. Первоначально планировалось, что линия соединит вокзалы Дели и Келети. С 1954 по 1963 год строительство было заморожено по причинам как политического (Венгерское антикоммунистическое восстание), так и финансового характера.
Первая очередь метро «Деак Ференц тер» — «Эрш везер тере» была открыта 4 апреля 1970 года (день 25-летия освобождения Венгрии Советской армией), вторая очередь — «Деак Ференц тер» — «Дели пайаудвар» открыта 22 декабря 1972 года.
Между 2004 и 2008 годами проводилась полная реконструкция платформ и путей, в результате чего некоторые участки периодически закрывались. В 2012—2013 годах была проведена замена подвижного состава.

## Галерея

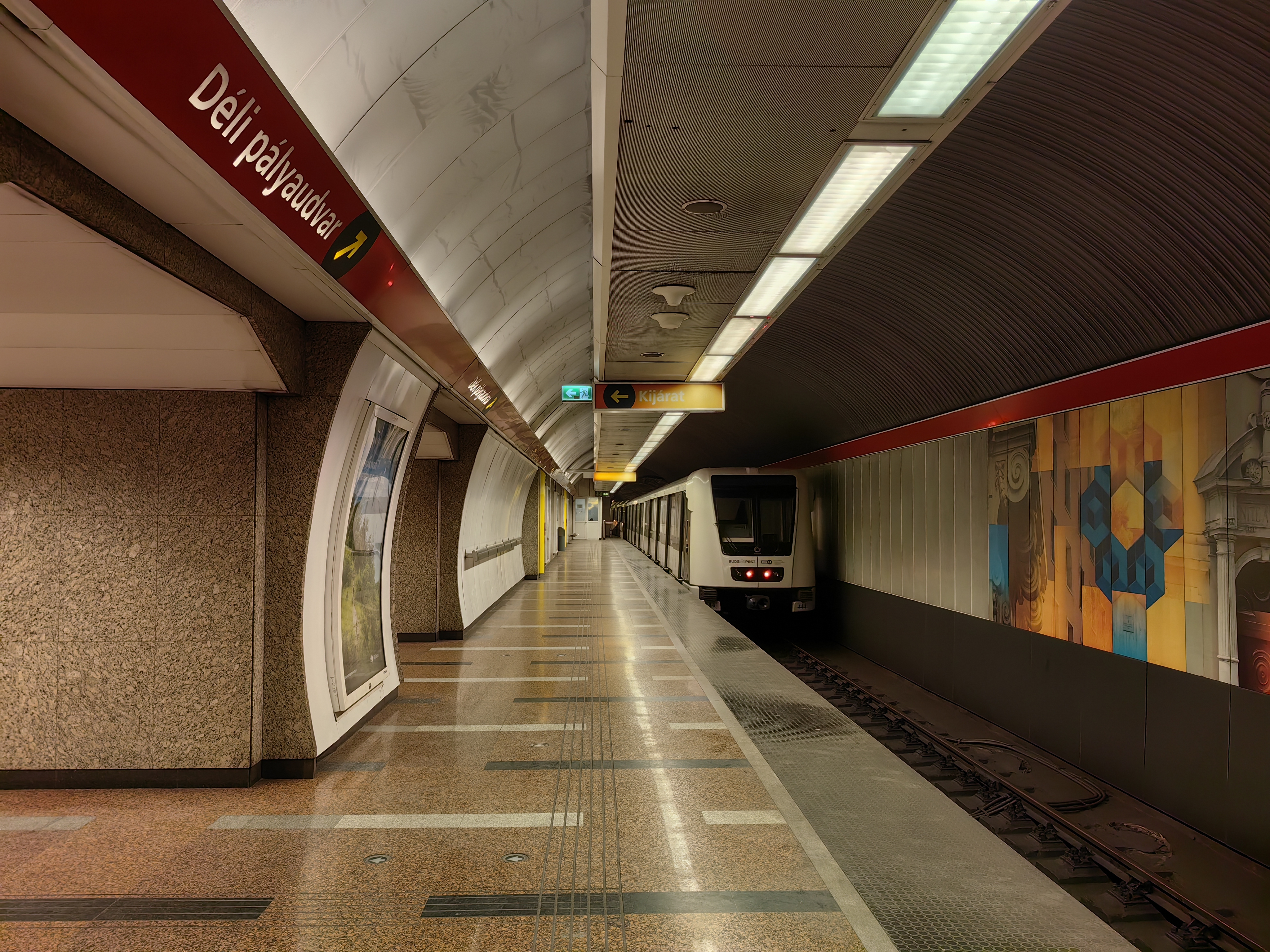
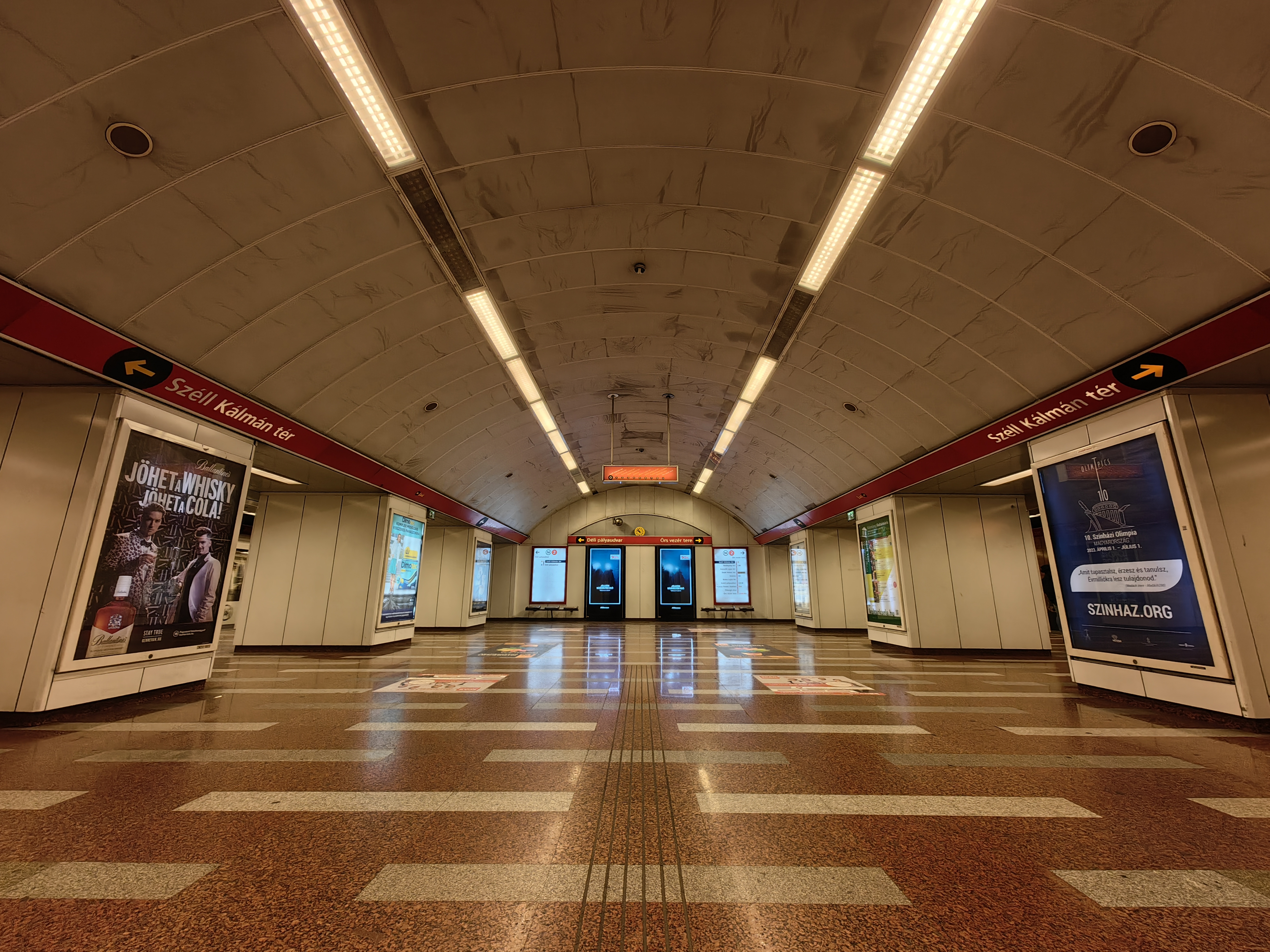
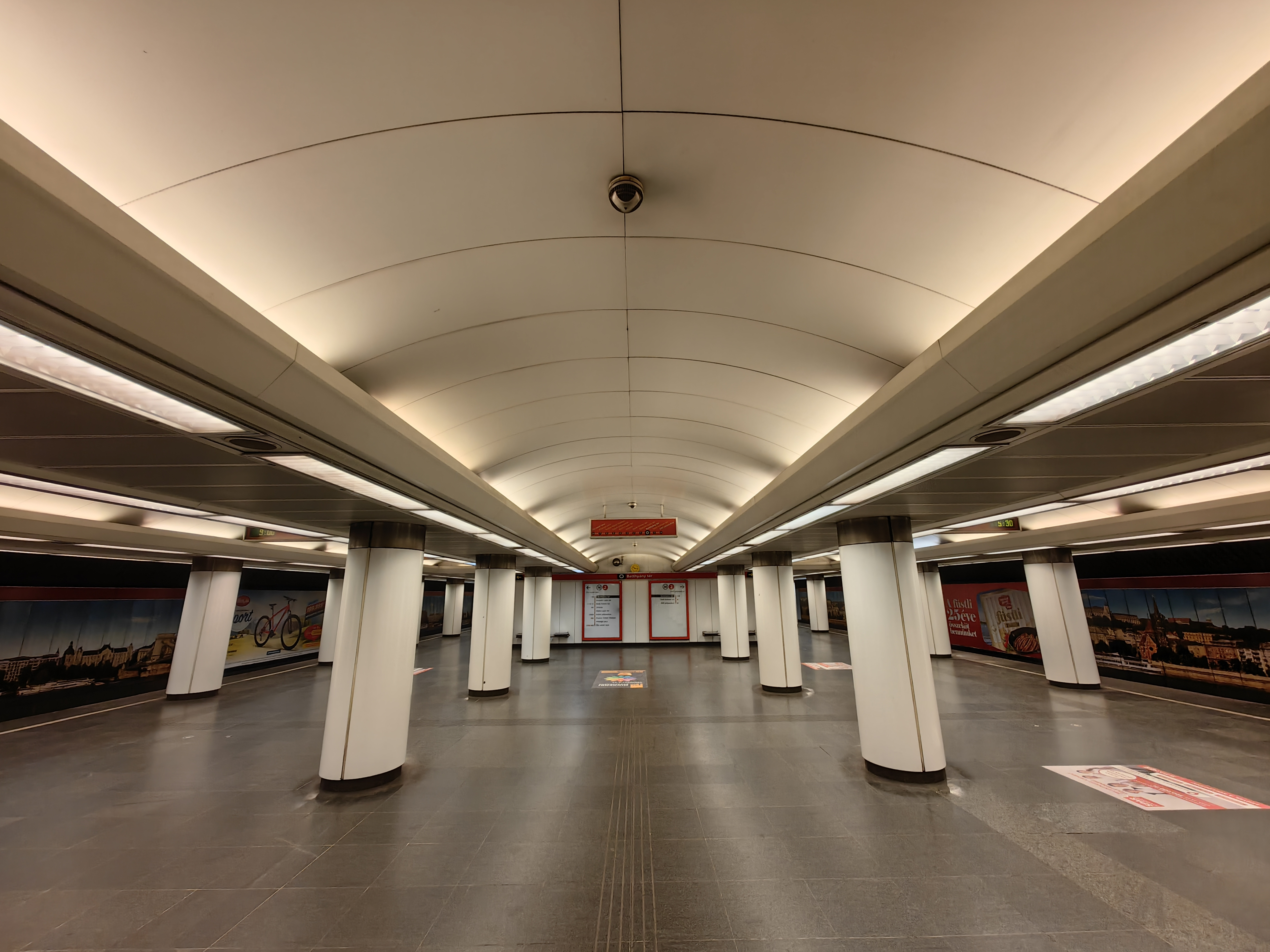
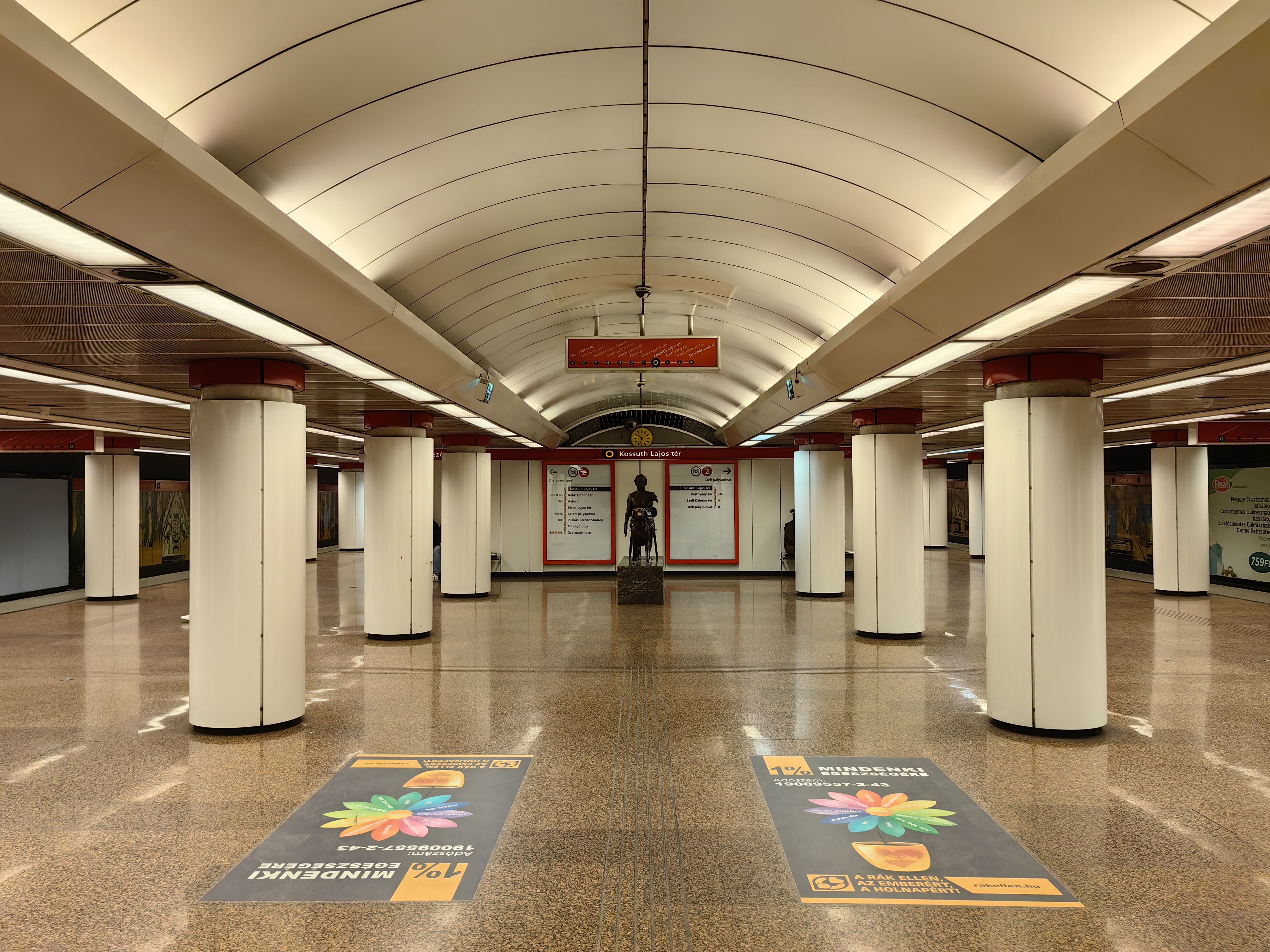
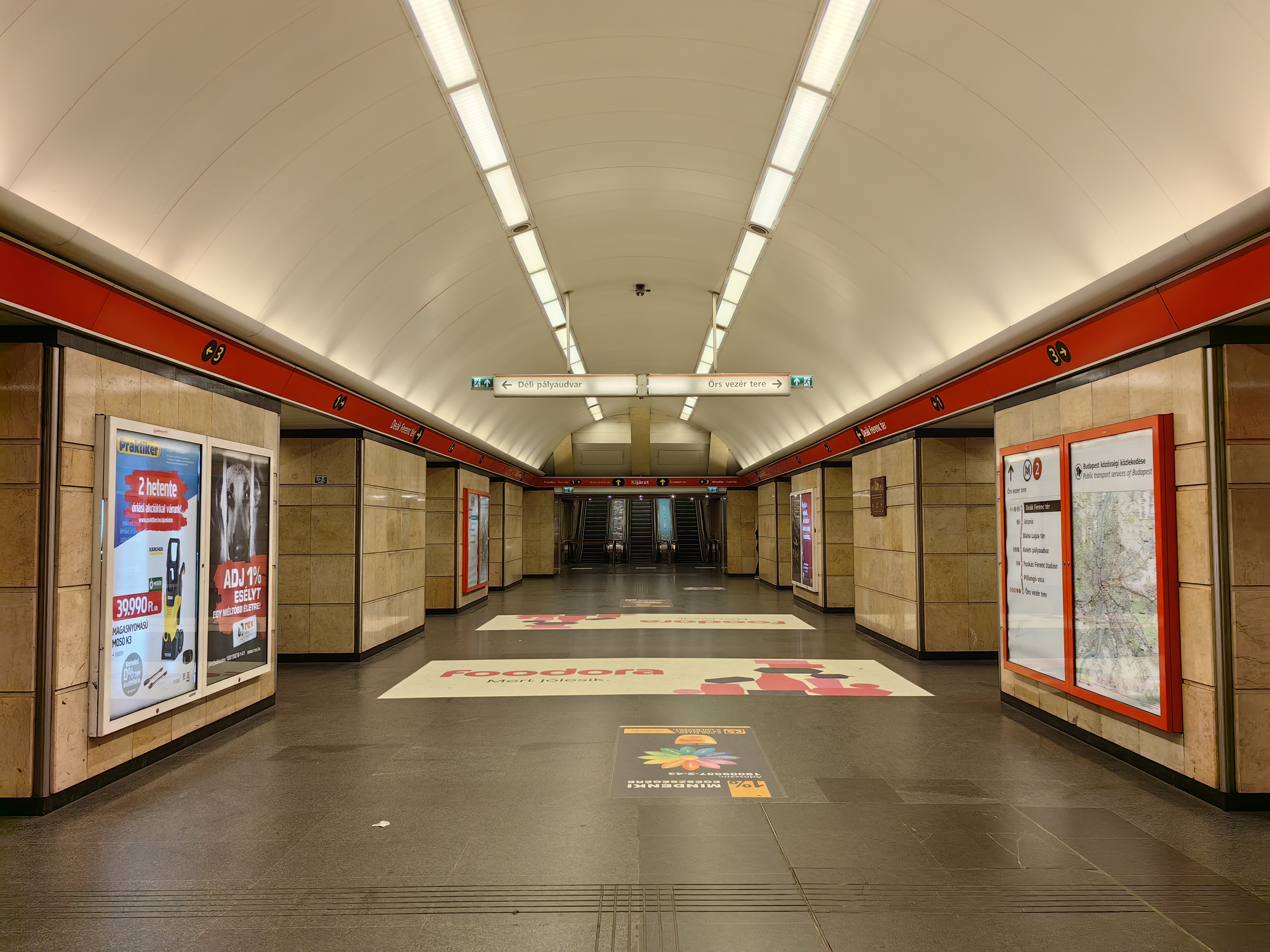
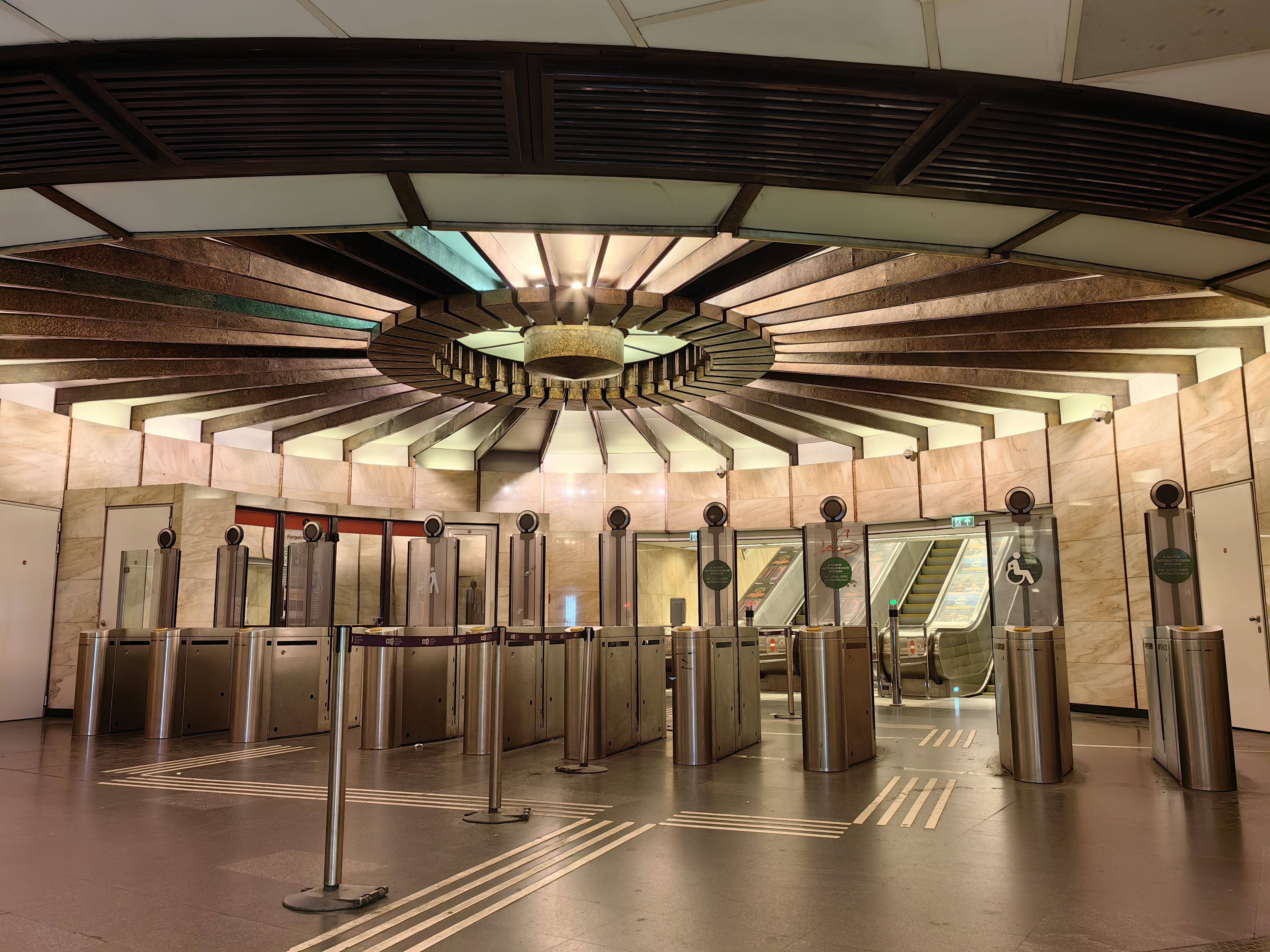
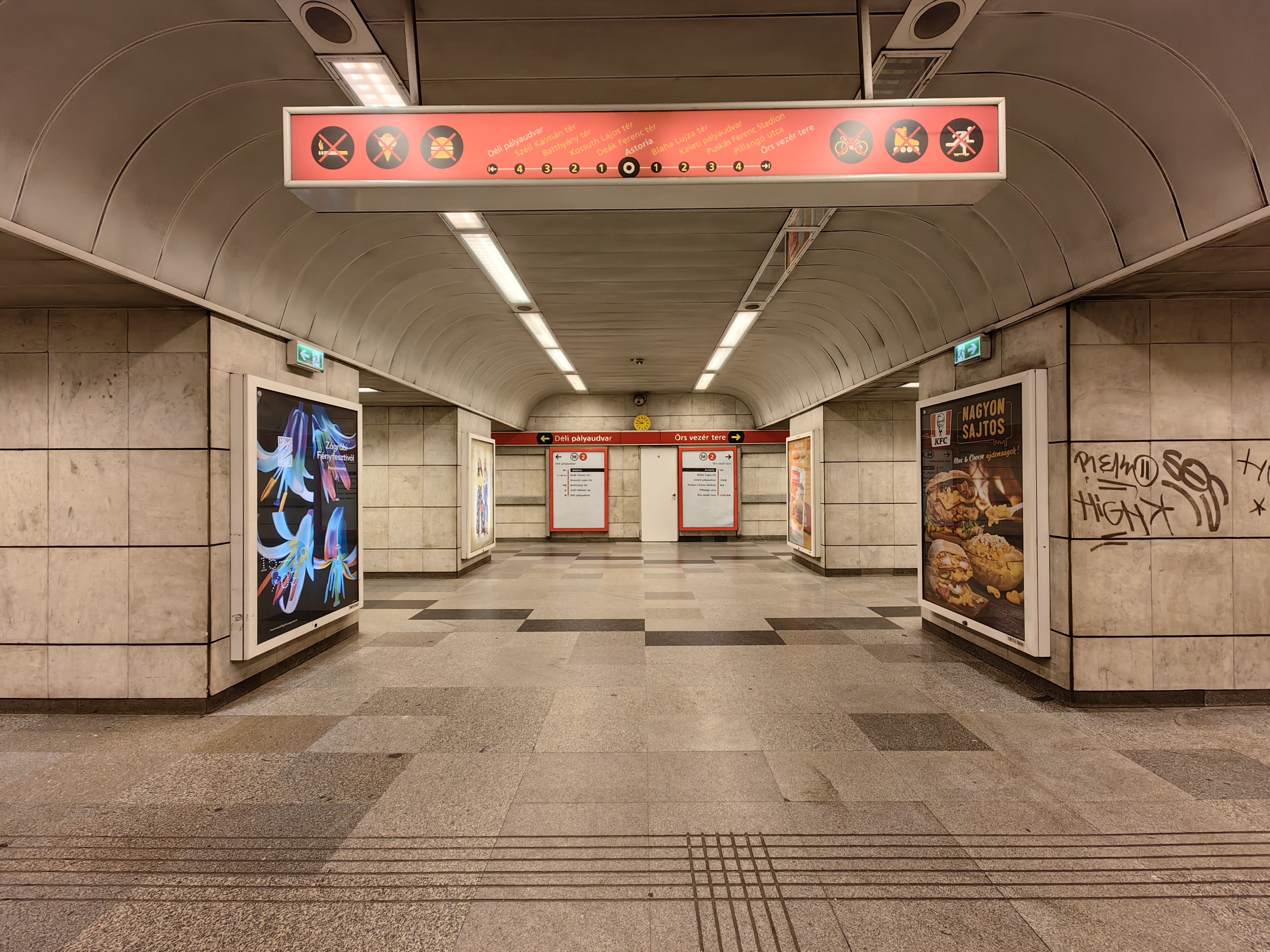
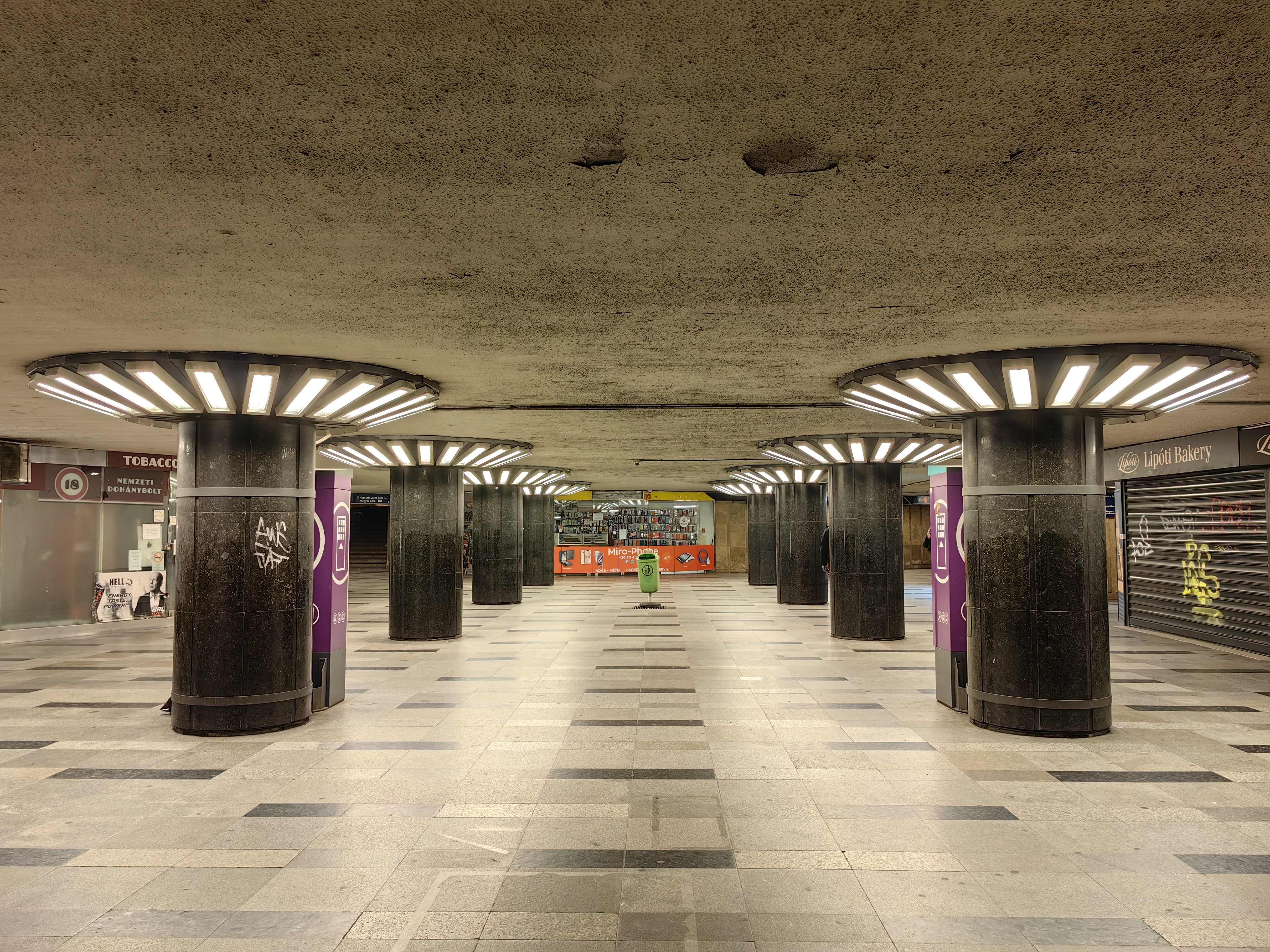
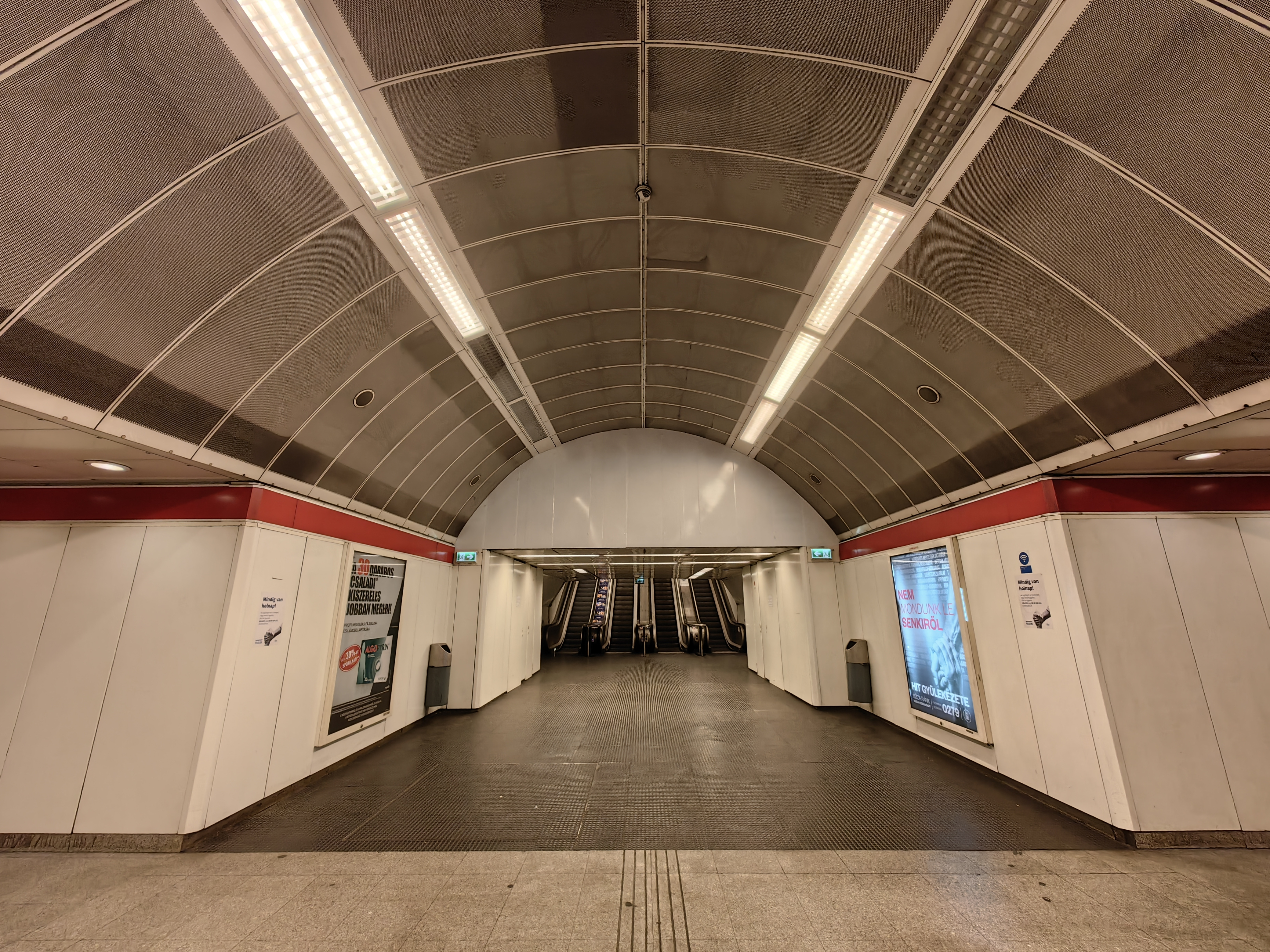
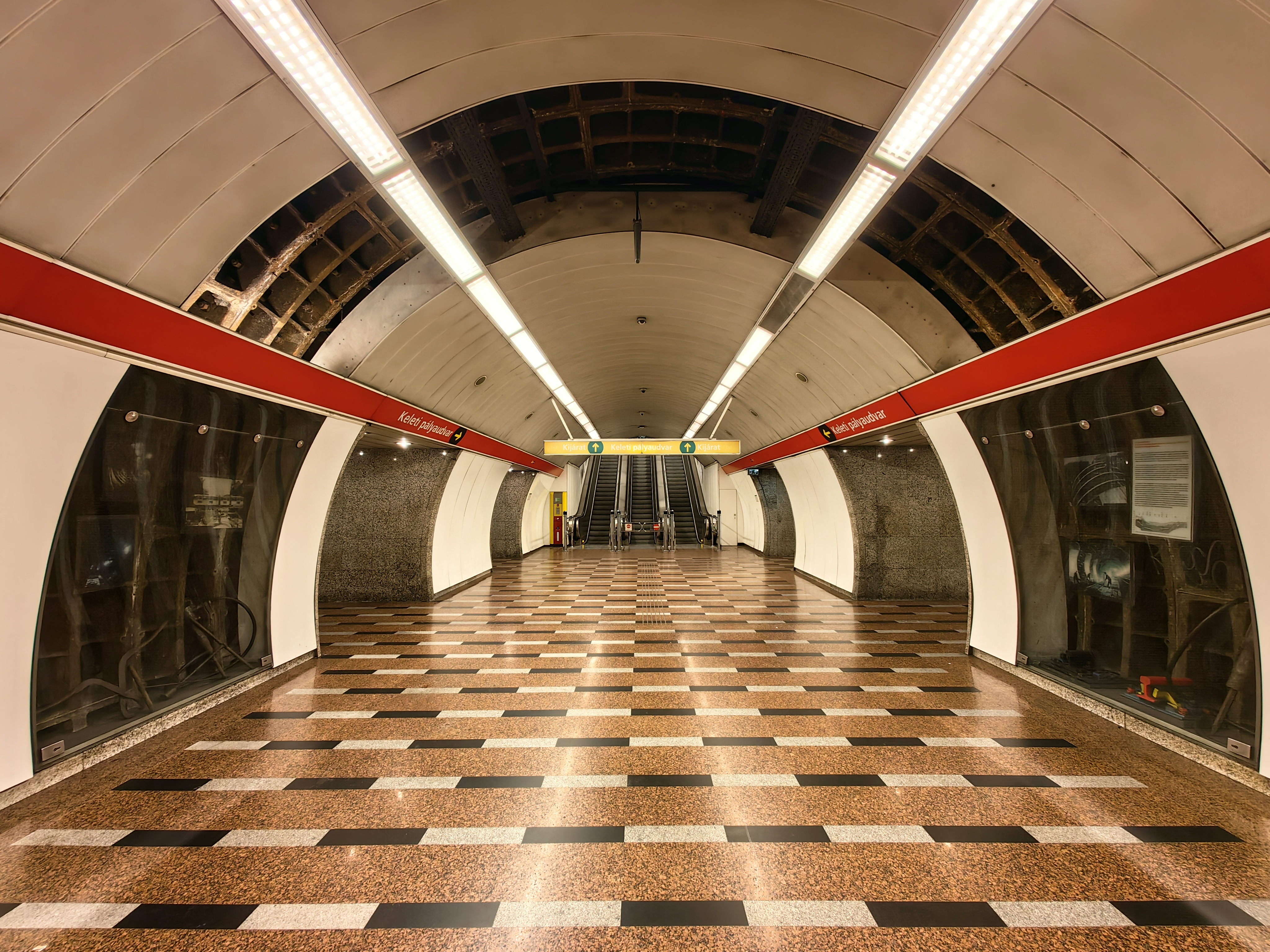
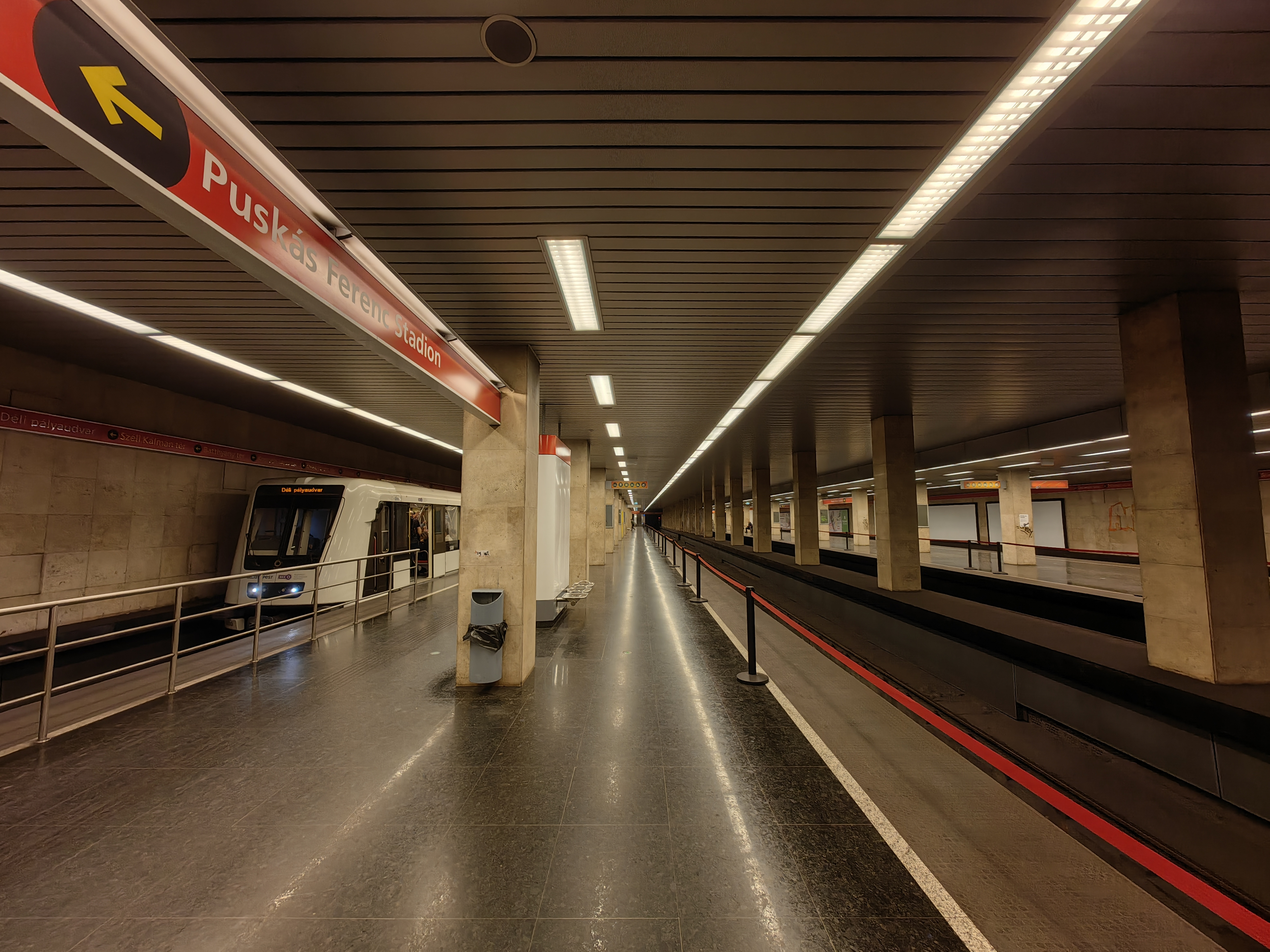
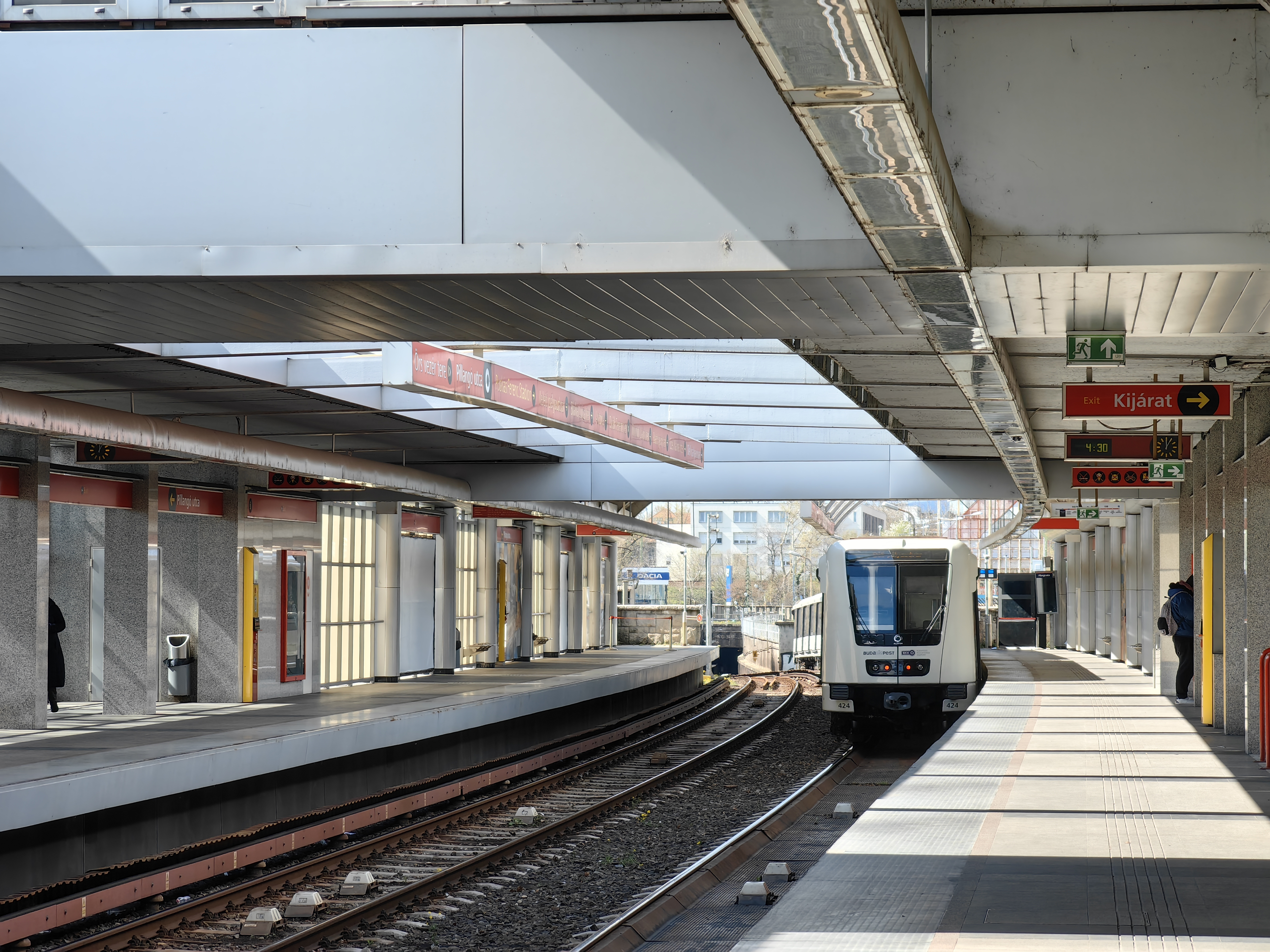
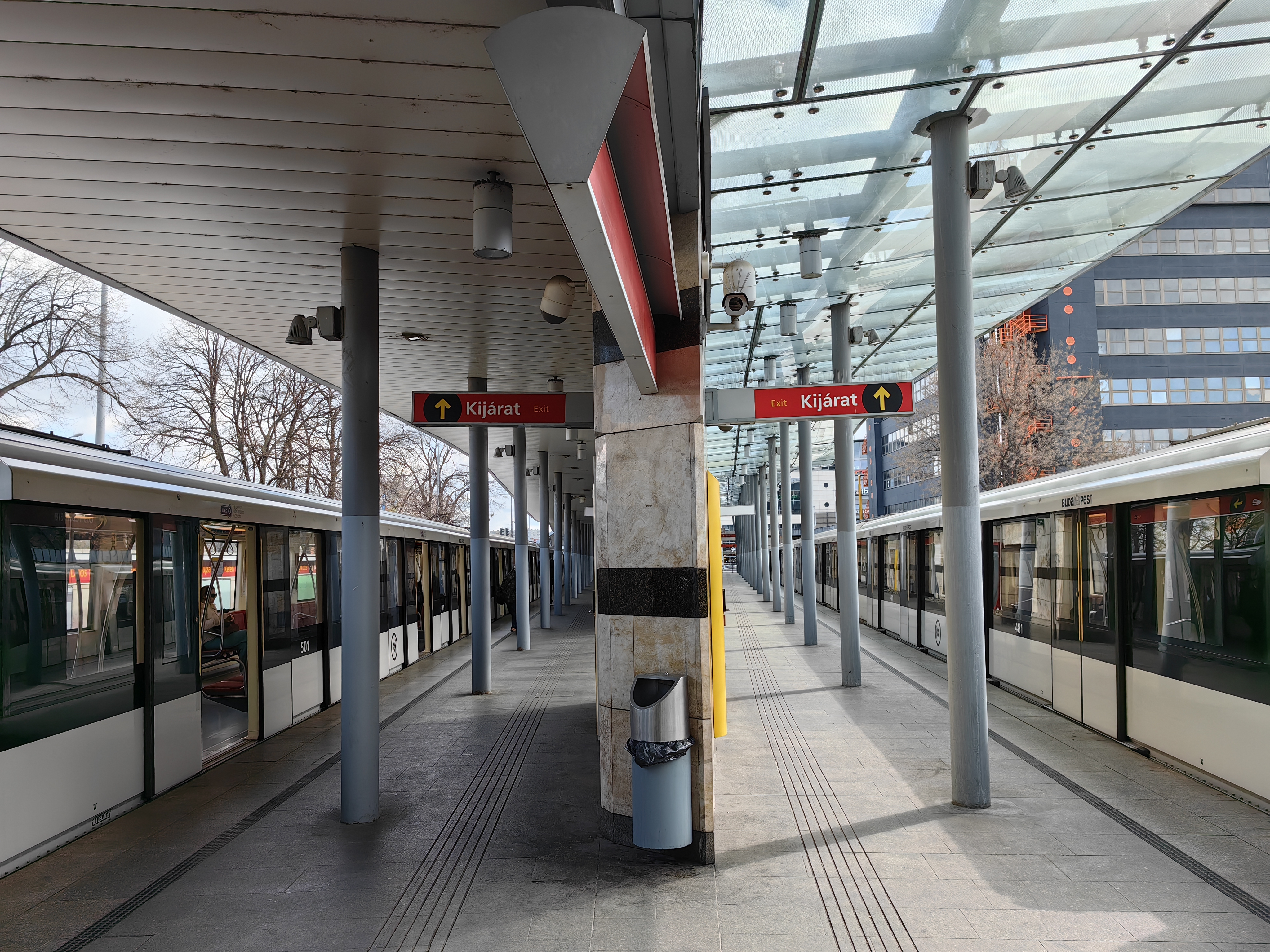

## Подвижной состав
- Ев — 1970—2013,
- Ев3 — 1973—2013
- Ев/А — 2000—2013
- 81-717.2/714.2 — 1980—2013
- 81-717.2М/714.2М — 1998—2013
- Alstom Metropolis — с 2012 года